# Thecla aurarina
Thecla aurarina är en fjärilsart som beskrevs av Max Wilhelm Karl Draudt 1919. Thecla aurarina ingår i släktet Thecla och familjen juvelvingar. Inga underarter finns listade i Catalogue of Life.